# 儀州
仪州，唐朝时设置的州。
唐朝初年为辽州，武德八年（625年）改为箕州，先天元年（712年），为避讳唐玄宗李隆基（基、箕同音），改为仪州。下辖辽山县、和顺县、平城县、榆社县。
治所在辽山县（即今山西省左权县）。辖境相当今山西省和顺、榆社、左权等县地。中和三年（883年）复为辽州。辽州之名一直沿用到清朝灭亡。
唐朝仪州刺史
- 韦铣（开元初年）
- 贺兰务温（开元初年）
- 窦诫盈（开元末年）
- 李粹（唐肃宗时）
- 李鉷（唐肃宗、唐代宗时）
- 韩瑛（大历年间）
- 郭英萼（贞元年间）
- 薛昌期（贞元年间）
- 李亚卿（810年—811年）
- 李昌元（元和末年）
- 契苾通（会昌年间）